# 1908年夏季奥林匹克运动会冰岛代表团
1908年夏季奥林匹克运动会冰岛代表团是冰岛派出的1908年夏季奥林匹克运动会代表团。冰岛尽管当时并未独立，国际奥委会仍旧将当时唯一参赛的冰岛人Jóhannes Jósepsson视为冰岛队成员。